# Дурона (Павија)
Дурона је насеље у Италији у округу Павија, региону Ломбардија.
Према процени из 2011. у насељу је живело 3 становника. Насеље се налази на надморској висини од 80 м.